# Font-rubí
Font-rubí è un comune spagnolo di 1 262 abitanti situato nella comunità autonoma della Catalogna.